# Блер, Ранди
Ранди Марие Блер (норв. Randi Marie Blehr, урождённая Нильсен (норв. Nilsen); 12 февраля 1851 — 13 июня 1928) — норвежская феминистка, суфражистка и активистка движения за права женщин. Она была замужем за премьер-министром Норвегии Отто Блером, от которого родила сына Эйвинна Блера. Ранди Блер была одним из основателей Норвежской ассоциации за женские права и возглавляла эту ассоциацию с 1895 по 1899 год, а затем с 1903 по 1922 год.

## Ранняя биография
Ранди Блер родилась в 1851 году в Бергене в семье судового брокера Андреаса Расмуссена Нильсена (1822—1898) и Маргрете Андреа Торнёэ (1827—1909); она была старшей из одиннадцати детей. Ранди не получила никакого официального образования, но с юных лет занималась искусством, в том числе рисованием, театром и музыкой. Когда ей было 17 лет, она присоединилась к Vestmannalaget, старейшей языковой ассоциации Норвегии. В 1876 году Ранди участвовала в создании старейшего и крупнейшего театра Бергена — Национальной сцены (норв. Den Nationale Scene), и в том же году вышла замуж за Отто Блера, юриста и политика левой Либеральной партии, который впоследствии занял пост премьер-министра Норвегии.

## Карьера
Блер была вовлечена в норвежское феминистское движение в 1880-х годах. В 1883 году она присоединилась к Скульд, дискуссионной группе для студенток, а в следующем году была одним из соучредителей Норвежской ассоциации за женские права (норв. Kvindesagsforening). Блер была председателем этой организации на протяжении двух периодов: с 1895 по 1899 год и с 1903 по 1922 год. Занимая эту позицию, Блер боролась за улучшение социально-экономических условий для домохозяек, женщин из рабочего класса и низов среднего класса. Она обратилась к парламенту с просьбой о легализации профессионального образования для женщин, создании учебных курсов для горничных, швей, поваров и домохозяек. Под руководством Блер ассоциация также выступала за равную оплату труда для мужчин и женщин и за то, чтобы дети, рождённые вне брака, имели признанных законом отцов.
В 1885 году, когда Норвежская ассоциация за женские права решила не включать в свою повестку дня вопрос о женском избирательном праве, Блер стала соучредителем Ассоциации женского избирательного права (норв. Kvinnestemmerettsforeningen) во главе с Гиной Крог. Год спустя она также помогала при создании Норвежской ассоциации общественного здравоохранения для женщин (норв. Norske Kvinners Sanitetsforening). В 1903 году Блер была избрана председателем Норвежской женской ассоциации мира (норв. Norske Kvinners Fredsforbund). В те периоды, когда политическая карьера её мужа требовала, чтобы они покинули свой дом в Осло и жили в Швеции, она работала хостес в «Norska Ministerhotellet» в Стокгольме.
Блер была награждена золотой королевской Медалью Заслуг (норв. Kongens fortjenstmedalje) в 1921 году, когда ей исполнилось 70 лет. Она умерла в 1928 году и была похоронена на Спасском кладбище в Осло.